# Setophaga pityophila
Setophaga pityophila е вид птица от семейство Parulidae.

## Разпространение
Видът е разпространен в Бахамските острови, Куба и Търкс и Кайкос.